# روجيليو مارتينيز
روجيليو مارتينيز (بالإنجليزية: Rogelio Martínez) (مواليد 16 يوليو 1974) هو ملاكم دومينيكي، مثّل بلاده في الألعاب الأولمبية الصيفية 1996.

## روابط خارجية
روجيليو مارتينيز على موقع بوكس ريك (الإنجليزية) (registration required)
- روجيليو مارتينيز على موقع أوليمبيديا (الإنجليزية)